# Катапультируемое кресло

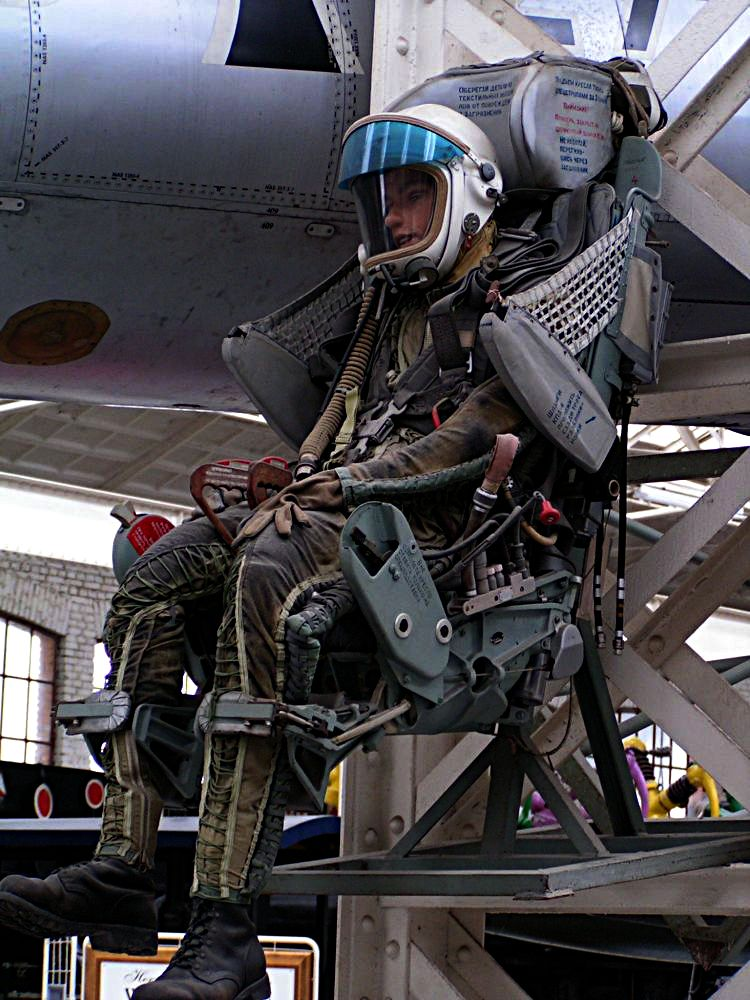
Катапультируемое кресло КМ-1М, устанавливавшееся на самолётах МиГ-21, МиГ-23, МиГ-25, МиГ-27

Капитан Кристофер Стриклин катапультируется из F-16 во время авиашоу на военной базе в Айдахо

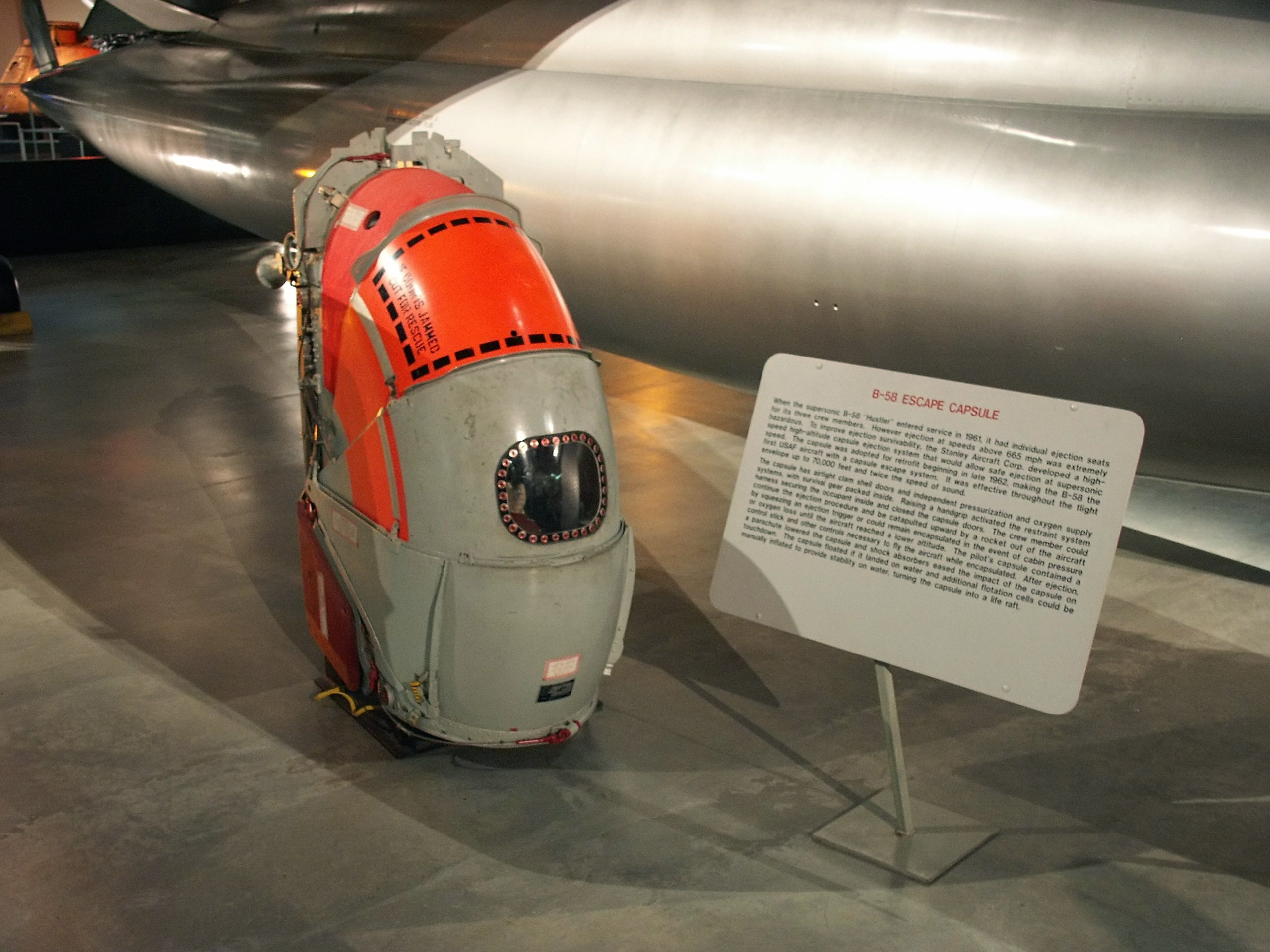
Катапультируемая капсула, применявшаяся на бомбардировщике B-58 Hustler

Катапульти́руемое кре́сло — система, предназначенная для спасения лётчика или других членов экипажа из летательного аппарата в аварийных ситуациях. В отечественной авиационно-космической технической документации применяется термин — катапультное кресло.
Катапультные кресла используются в основном на военных и спортивных самолётах (например, Су-26), есть случаи их установки на вертолётах (Ка-50). Современные модели кресел обеспечивают спасение пилота во всём диапазоне высот и скоростей полёта, включая катапультирование с земли.
Катапультные кресла также устанавливались на первых космических кораблях серии «Восток»; их применение предусматривалось как в случае аварии, так и для приземления в нормальных условиях после завершения полёта.
Как правило, катапультное кресло вместе с пилотом выстреливается из аварийного летательного аппарата при помощи реактивного двигателя (как, например, К-36ДМ), порохового заряда (как КМ-1М) или сжатого воздуха (как у спортивного Су-26), после чего кресло автоматически отбрасывается, а пилот опускается на парашюте. Иногда применяются катапультируемые аварийно-спасательные капсулы (В-58) и кабины (F-111 и B-1), опускающиеся на парашютах вместе с находящимися внутри членами экипажа.

## История

### Предыстория
До середины Второй мировой войны для покидания повреждённого самолёта пилот вставал с сиденья, переступал через борт кабины, вставал на крыло и спрыгивал в промежуток между ним и хвостовым оперением. Этот способ обеспечивал вполне надёжное спасение на скоростях до 400—500 км/ч. Однако к концу войны скорости самолётов значительно выросли, и у многих лётчиков уже просто не хватало физических сил противостоять набегающему воздушному потоку.
Исследования ВВС США в 1943 году показали, что 12,5 % покиданий самолётов, совершённых в 1942 году, закончились гибелью летчиков (45,5 % — травмами), значительная часть смертельных исходов была вызвана столкновениями с хвостовым оперением и другими частями самолёта; в повторных исследования 1944 года эти значения выросли до 15 % и 47 % соответственно. Назрела очевидная необходимость в новом способе покидания самолёта, в частности — принудительном выбросе кресла с лётчиком из кабины.
Экспериментальные работы по принудительному выбросу лётчика из самолёта проводились ещё в конце 1920-х — начале 1930-х годов, однако их целью было призвано решить чисто психологическую проблему страха пилотов перед «прыжком в пустоту». В 1928 году на выставке в Кёльне была представлена система, осуществляющая выбрасывание пилота в кресле с прикреплённой к нему парашютной системой при помощи сжатого воздуха на высоту 6—9 м.
Изобретателем кабины с возможностью катапультирования стал Анастас Драгомир (Anastase Dragomir; 1896—1966) — румынский изобретатель в области авиации. На неё Драгомир совместно с Танасе Добреску (Tănase Dobrescu) 3 ноября 1928 года получил французский патент № 678566 «Nouveau système de montage des parachutes dans les appareils de locomotion aérienne» («Новая система крепления парашютов в летательных аппаратах»). Работа Драгомира и Добреску представляла собой раннюю версию катапультируемых кресел. Это действительно была новая система парашютирования на летательных аппаратах: у каждого пассажира имелся собственный парашют, который позволял в критический момент отделить от аэроплана кресло вместе с сидящим в нём пассажиром, выводя его наружу через специальное отверстие. Драгомиру удалось получить финансирование своего проекта после нескольких неудачных попыток, и он приступил к постройке своей «катапультируемой кабины». Изобретение прошло испытания 28 августа 1929 года на аэроплане компании «Avions Farman», пилотируемом летчиком Люсьеном Боссутро (Lucien Bossoutrot) в аэропорту Париж-Орли. Французские газеты писали о том, что испытания завершились успешно. Вернувшись в Румынию, 26 октября 1929 года Драгомир вместе с румынским авиационным инженером, капитаном Константином Николау (Constantin Nicolau), успешно повторил эксперимент на аэроплане «Avia» в аэропорту Бэняса (Băneasa Airport) в Бухаресте. Он продолжал совершенствовать своё изобретение и в 1950 году получил румынский патент № 40658 на свой «парашютный отсек». В 1960 году он получил патент № 41424 для транспортных самолётов, оснащённых катапультируемыми кабинами.
Первые германские катапульты появились в 1939 году. Экспериментальный летательный аппарат Heinkel He-176 с ракетным двигателем был оснащён сбрасываемой носовой частью. Вскоре катапульты стали серийными: их устанавливали на турбореактивный Heinkel He 280 и поршневой Heinkel He-219. 13 января 1942 года лётчик-испытатель Гельмут Шенк на He-280 совершил первое в истории успешное катапультирование. Катапультные кресла устанавливались также на некоторых других немецких самолётах; всего за период Второй мировой войны немецкие лётчики совершили около 60 катапультирований.

### Развитие конструкции систем спасения
Первые катапультные кресла (первого поколения) выполняли единственную задачу — принудительно выбросить человека из кабины. Отдалившись от самолёта, пилот должен был самостоятельно отстегнуть ремни, оттолкнуть кресло и раскрыть парашют. Кресло подбрасывал пиротехнический вышибной заряд, инициатором срабатывания которого был пиропатрон. Кресла такого типа, например, применялись на советских реактивных истребителях первого поколения (Су-9, МиГ-15 и целом ряде других типов самолётов).
С ростом скоростей полёта потребовалось увеличить мощность вышибного заряда для гарантированного подбрасывания кресла выше элементов конструкции самолёта (вертикального оперения). Это привело к повышенному риску травмирования пилота (вплоть до перелома позвоночника) из-за более высокой перегрузки при выстреле. Проблему требовалось решать.
Так на самолётах появились катапультные кресла, стреляющие вниз. Это уменьшало нагрузку на организм человека и снижало риск травмы, но при этом ограничивало высоту покидания аварийной машины (например, на самолёте Ту-22 минимальная высота покидания в горизонтальном полёте составляет не менее 230—245 метров над поверхностью рельефа местности). Такие кресла долгое время штатно применялись на нескольких типах самолётов (например, кресла КТ-1 на Ту-16, с 50-х и вплоть до списания самолёта в начале 90-х годов 20-го века).
Для снижения нагрузки при катапультировании вверх было решено применять двухступенчатые комбинированные стреляющие механизмы: первая ступень — это относительно небольшой вышибной заряд, подбрасывающий кресло вверх, после чего сразу запускался твердотопливный ракетный двигатель в виде пороховой шашки, который с допустимым для человеческого организма ускорением гарантированно выбрасывал кресло на безопасную высоту покидания. Так появилась возможность безопасно катапультировать пилота при развитии аварии на земле, в процессе пробега или разбега самолёта по взлётно-посадочной полосе. По советским нормам минимальная скорость движения самолёта при этом должна была составлять не менее 130 км/час, для гарантированного наполнения купола спасательного парашюта.
Однако, в это время произошёл очередной резкий рост скоростей и высот полёта самолётов. При выходе кресла из кабины в таких условиях человек уже травмировался набегающим потоком воздуха — вплоть до переломов рук и ног, разрывов тканей лица и других, не менее малоприятных эффектов.
Решение этой проблемы потребовало комплексного подхода. Так было разработано защитное снаряжение лётчика — первоначально это были жёсткие стеклопластиковые защитные шлемы ЗШ, надеваемые сверху на шлемофон, затем они стали единым изделием; также применялись комбинезоны специального пошива и полётные ботинки. В катапультных креслах стали применять специальные механизмы и устройства — автоматически срабатывающие ограничители разброса рук и ног. Для исключения травм позвоночника стали устанавливать механизм принудительного подтяга привязных ремней, который в момент катапультирования плотно прижимал корпус тела лётчика к спинке сидения.
В СССР разработка средств спасения и индивидуальной защиты летчика была возложена на специально организованное для этих целей Научно-производственное объединение «Звезда» (первоначальное название предприятия — ГС Завод № 918 Министерства авиационной промышленности СССР).
На больших сверхзвуковых скоростях при выходе кресла из кабины возникает сильный динамический удар, и существовавшее в те[какие?] годы снаряжение не могло гарантировать лётчику безопасное покидание самолёта. Из-за этого действовали ограничения на высотно-скоростные параметры покидания — для безопасного катапультирования лётчик должен был сбросить скорость и высоту полёта аварийного самолёта до рекомендованных в Руководстве по лётной эксплуатации значений.
Одним из выходов в данной ситуации виделось покидание экипажем самолёта в отделяемой капсуле. Работы в этом направлении велись в нескольких странах мира. Спасательной капсулой оснащались некоторые типы самолётов, например американские бомбардировщики Convair B-58 Hustler и General Dynamics F-111 (см. отдельную статью).
На советском истребителе МиГ-21 была установлена система катапультирования «СК». Катапультируемое кресло было взято без существенных изменений с предыдущей модели самолёта МиГ-19, но в качестве устройства защиты лётчика от воздушного потока использовался подбрасываемый вперёд-вверх по заданной траектории фонарь кабины лётчика, который ложился на кресло и защищал пилота от ударного воздействия воздушного потока. Но увы — эта система не в полной мере выполняла возложенные на неё функции и в дальнейшем от неё отказались, установив новую систему катапультирования следующего поколения (полее подробно см. в описании конструкции самолёта МиГ-21).
Новым шагом в средствах покидания скоростных самолётов стали кресла с трёхкаскадной парашютной системой. При катапультировании сразу после подброса кресла в поток выпускался первый стабилизирующий парашют, который укладывал кресло с лётчиком по потоку на спину, что значительно снижало разрушающее действие набегающего воздушного потока на человека, после чего включался твердотопливный ракетный двигатель, поднимавший кресло на заданную высоту. После торможения кресла в поток выпускался второй стабилизирующий парашют, на котором кресло с сидящим в нём лётчиком падало до высоты безопасного разделения — это три-четыре тысячи метров. На этой высоте уже можно дышать атмосферным воздухом без последствий для здоровья. После разделения вводился в действие третий каскад — спасательный парашют лётчика. Вся парашютная система в таком кресле находится в заголовнике кресла.
В российской военной авиации наиболее широкое применение получили различные модификации кресла К-36, обеспечивающие спасение экипажа во всём диапазоне высот и скоростей полёта, в том числе спасение с неподвижного, находящегося на аэродромной стоянке самолёта. Подобные системы получили название «0-0», то есть H=0, V=0 (высота ноль, скорость ноль). Подобными креслами в XXI веке были оснащены почти все российские боевые самолёты (на Ту-22М3 продолжает действовать ограничение по минимальной скорости покидания 130 км/ч).

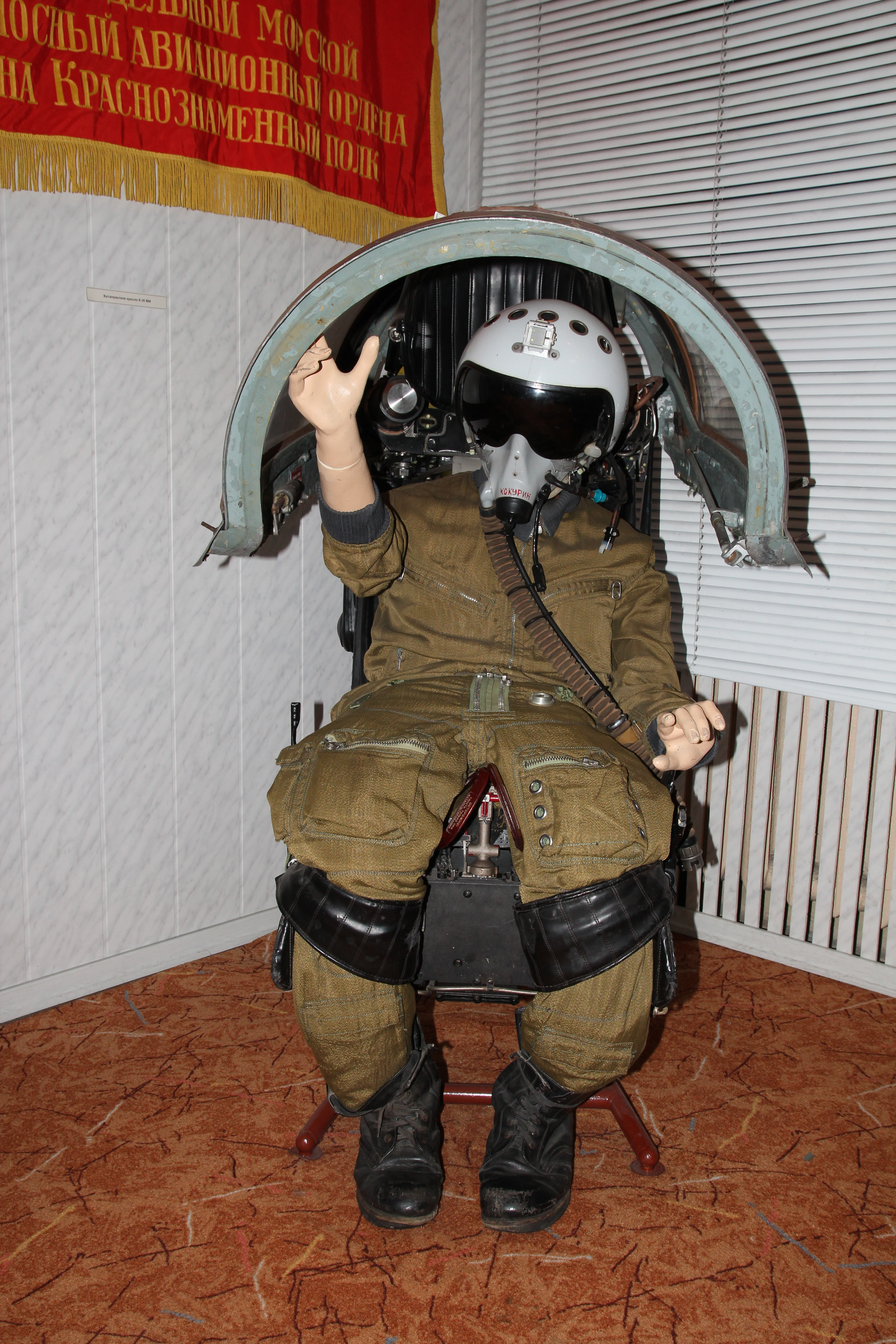
Катапультное кресло К-36ВМ

Кресло К-36 было разработано конкретно для самолёта вертикального взлёта и посадки Як-36 (1964 год). Этот самолёт мог взлетать и садиться вертикально, при этом вертикальные и переходные режимы полёта считаются наиболее опасными с точки зрения аварийности. Перед конструкторами НПО «Звезда» была поставлена задача — обеспечить нормальное катапультирование и наполнение купола спасательного парашюта при отсутствии поступательной скорости самолёта и скоростного напора воздуха. Поэтому на кресле К-36 была успешно применена однокупольная спасательная система ПСУ-36, с выпускаемыми из кресла в поток стабилизирующими штангами. Несмотря на то, что Як-36 не пошёл в серию, доработанное кресло К-36ВМ затем было установлено и успешно применялось на СВВП Як-38. Наиболее массовой модификацией кресла стало К-36ДМ, адаптированное для фронтового бомбардировщика Су-24, а затем и для остального парка почти всех отечественных военных самолётов.
На большинстве самолётов привод (инициирование срабатывания) катапультного кресла осуществляется непосредственно лётчиком. Однако есть самолёты, где также возможно принудительное катапультирование членов экипажа командиром, например: Су-24М, Ту-22М и некоторых других. Единственным советским самолётом, оснащённым полностью автоматической системой покидания СК-ЭМ, которая сама следила за опасными режимами полёта и выбрасывала пилота из кабины независимо от его желания, был палубный самолёт с вертикальным взлётом и посадкой Як-38.
Первым советским вертолётом, оснащённым полноценной системой покидания, считается[кем?] Ка-50 с установленной ракетно-парашютной системой К-37-800, предназначенной для покидания терпящего бедствие вертолёта с помощью буксировочного ракетного двигателя. Двигатель фалом вытаскивает лётчика из кабины за подвесную систему (спинку кресла), при этом само кресло остаётся в вертолёте. Перед покиданием вертолёта верхняя часть остекления кабины и лопасти несущего винта отстреливаются. После отработки ракетного двигателя автоматически перерезаются ремни спинки кресла, которое отделяется и приводит в действие спасательный парашют. В случае необходимости лётчик может выброситься из кабины самостоятельно, не приводя в действие ракетный двигатель.
Специально для космического корабля многоразового использования «Буран» были созданы кресла К-36РБ, которые предназначались для спасения экипажа в случае нештатной ситуации на взлёте или при атмосферном спуске при посадке (высота от нуля до 25 км на взлёте и от 30 км до нуля при посадке). Эти кресла неоднократно испытывались в реальных космических полётах с 1988 по 1990 год на кораблях серии «Прогресс».

## Разработчики и производители
В практике советского авиастроения катапультные кресла долгое время разрабатывались под конкретный тип летательного аппарата, что отражалось в их названиях: так, кресла «КМ» устанавливались на самолёты «МиГ», кресла «КТ» — на самолёты «Ту» и т. д.
Вместе с тем, начиная с 1960-х годов в посёлке Томилино Московской области, было образовано специализированное предприятие — НПП «Звезда», которое и до н. в. занимается, в том числе, разработкой специального снаряжения и средств спасения лётчика.
Промышленным производством катапультных кресел семейства К-36 в 21-м веке занимается Вятское машиностроительное предприятие Авитек в городе Кирове.
К 2020-м годам на международном рынке средств спасения лётчика остались британская компания Martin Baker и американские McDonnell Douglas и Stencil.

## Техническая эксплуатация
Техническая эксплуатация катапультных кресел, а также других систем и средств аварийного покидания в отечественной военной авиации занимаются специалисты группы САПС (средства аварийного покидания и спасения), а в частях, где штатным расписанием не предусмотрена отдельная группа САПС, то в составе группы специалистов по самолёту и двигателю имеется ряд специалистов, обученных и допущенных приказом по части к работам со средствами покидания. Работы по САПС относятся к работам с повышенной опасностью, в связи с наличием в конструкции кресла различных пиротехнических устройств и изделий. Помещение, в котором находятся демонтированные кресла и с которыми проводятся работы, имеет ограниченный поимённый допуск. Лицам, не имеющим допуска, вход в лабораторию САПС категорически запрещён.
Вытяжными, стабилизирующими и спасательными парашютами кресел занимаются специалисты парашютно-десантной службы (ПДС) полка.

## Катапультируемые кресла и коммерческие авиалайнеры
Установка катапультируемых кресел на коммерческие авиалайнеры не производится по следующим причинам:
- Большинство лётных происшествий происходит во время взлёта и посадки, когда на катапультирование всех пассажиров не хватит ни времени, ни высоты полёта.
- В военной авиации перед катапультированием сбрасывается остекление кабины. В коммерческом самолёте пришлось бы сбрасывать весь потолок салона.
- Катапультируемое кресло выстреливается из самолёта при помощи порохового заряда или реактивного двигателя, работа которых может травмировать или даже убить пассажиров, находящихся рядом.
- При катапультировании тело лётчика подвергается значительным перегрузкам (15—20 g в течение 0,15—0,2 с), которые безопасны только в случае принятия правильной позы и наличии упоров для головы и рук[7].
- На высоте давление и температура воздуха значительно ниже, чем на земле. Мгновенная разгерметизация самолёта в этих условиях смертельна. По этой причине для катапультирования пилоты одеты в специальные высотные костюмы и шлемы, и используют кислородные маски.
- Даже если все вышеперечисленные проблемы пассажиру удалось бы преодолеть, сам процесс спуска на парашюте также требует навыков, вырабатываемых только предварительной подготовкой и тренировкой. Особенно опасно приземление на лес, воду, здания, в горной местности и т. п.
- Благодаря жестким требованиям авиационной безопасности, количество серьёзных происшествий в пассажирской авиации на фоне количества успешных рейсов и перевезенных пассажиров крайне мало. В этих условиях, оборудование каждого пассажирского кресла системой аварийного покидания самолёта потребовало бы значительного увеличения объёма, массы и технической сложности как отдельного кресла, так и всего самолёта в целом, что привело бы к значительному и неоправданному росту стоимости перевозки и снижению пассажировместимости самолётов. Стоит также учесть риск нештатного срабатывания системы катапультирования, что во многих случаях может быть равносильно катастрофе.

Катапультные кресла, в сравнении с обычными сиденьями пассажирского авиалайнера, на порядки сложнее, тяжелее и дороже. Любое катапультное кресло является устройством повышенной опасности и требует соблюдения ряда жёстких правил при обращении с ним — известно немало трагических случаев при нештатном срабатывании кресла. Кроме этого, катапультное кресло предназначено для рабочего места, с соответствующей эргономикой — пассажиру в нем будет просто неудобно при многочасовом перелёте.